# Дидулица, Джоуи
Джозеф Энтони «Джоуи» Дидулица (англ. Joseph Anthony "Joey" Didulica; 14 октября 1977, Джелонг, Виктория) — хорватский футболист австралийского происхождения, вратарь. С 2004 по 2006 год выступал в составе сборной Хорватии по футболу, провёл 4 игры. Участник чемпионата Европы 2004 и чемпионата мира 2006 годов.

## Клубная карьера
Родился в австралийском городе Джилонг, штат Виктория, в хорватской семье. Его отец, Лука, эмигрировал в Австралию из деревни Поличник, что на севере Далмации, в 10 километрах от Задара.
Начал играть в футбол в клубе «Норт Джилонг Уорриорс». В 1996 году он перешёл в клуб «Мельбурн Найтс», команда которого преимущественно состоит из этнических хорватов, проживающих в Австралии. В этом клубе Дидулица играл до 1999 года, после чего уехал в Европу, заключив контракт с амстердамским «Аяксом». В 2001 году он провёл несколько месяцев в аренде в бельгийском клубе «Жерминаль Беерсхот» из Антверпена, а в 2003 году окончательно покинул Амстердам, перейдя в клуб «Аустрия» из Вены, где он провёл три сезона в австрийской бундеслиге в качестве основного голкипера.
В ходе дерби с венским «Рапидом» в мае 2005 года Джоуи Дидулица в игровом столкновении ударил игрока соперника Акселя Лаваре коленом в лицо, сломав тому нос, после чего был дисквалифицирован на 8 матчей чемпионата. Помимо этого, австрийскими властями было заведено уголовное дело, грозившее футболисту тюремным заключением. 24 апреля 2006 года суд вынес решение: за неумышленное причинение вреда здоровью оштрафовать Дидулицу на 60 тысяч евро, в качестве альтернативы 60-дневному тюремному заключению. В июне 2007 года футболист смог успешно оспорить это судебное решение в Верховном суде Вены. Первоначальные обвинения против него были сняты и он был полностью оправдан. Суд установил, что вратарь играл в мяч, его действия соответствовали игровой ситуации, а также он не имел намерения причинить травму своему сопернику.
В 2006 году Дидулица решил вернуться в Нидерланды, в клуб АЗ из Алкмара. В своём новом клубе он успел провести 7 матчей, после чего на некоторое время выбыл из строя из-за сотрясения мозга, полученного в регулярном матче против ПСВ в октябре 2006 года в результате удара по голове мячом, пущеным игроком ПСВ и сборной Австралии Джейсона Чулины. В сезоне 2008/09 Дидулица выходил на поле в нескольких матчах, завоевав вместе с клубом звание чемпиона Нидерландов.
26 апреля 2009 года в матче «Аякс» — АЗ, получил тяжелейшую травму головы в результате столкновения с уругвайским форвардом Луисом Суаресом. В октябре 2011 года объявил о завершении карьеры из-за постоянных проблем с болями в шее и спине.

## Карьера в сборной
В 2000 году Дидулица был приглашён в национальную сборную Австралии для участия в Олимпийских играх в Сиднее, однако из-за травмы он выбыл из числа игроков команды и больше никогда не выступал за Австралию в международных матчах. В 2004 году он решил играть за Хорватию, страну своих предков. По словам самого Дидулицы, его решение вызвано тем, что тогдашний наставник австралийцев Фрэнк Фарина не вызывал футболиста в сборную. Кроме того, Австралия не выходила в финальную часть чемпионата мира по футболу уже около 30 лет, и он видел больше перспектив для успешной игры в команде Хорватии, квалифицировавшейся к тому времени на оба чемпионата мира, в которых принимала участие.
Дебют в сборной Хорватии состоялся в товарищеском матче со сборной Македонии 28 апреля 2004 года в Скопье. Впоследствии Дидулица ездил с хорватской командой на Евро-2004, где был вторым вратарём и не провёл ни одной игры. На чемпионате мира 2006 года он также включался в состав сборной, но не сыграл ни одной минуты — в отборочных матчах в 8 из 10 матчах первым номером был Томислав Бутина, которого в двух оставшихся матчах, а также во всех трёх матчах финального турнира заменил Стипе Плетикоса. За более чем два года пребывания в сборной Джоуи Дидулица провел лишь четыре матча за сборную — против команд Македонии, Южной Кореи, Гонконга и Австрии. Спустя месяц по окончании чемпионата мира 2006 года Дидулица заявил о своём решении завершить выступления за сборную, объяснив такой шаг желанием сосредоточиться на игре за клуб.

## Достижения
- Чемпион Нидерландов (2): 2002 («Аякс»), 2009 («АЗ»)
- Обладатель Кубка Нидерландов (2): 1999, 2002 («Аякс»)
- Обладатель Суперкубка Нидерландов: 2002 («Аякс»)
- Чемпион Австрии : 2006 («Аустрия»)
- Обладатель Кубка Австрии (2): 2005, 2006 («Аустрия»)
- Обладатель Суперкубка Австрии: 2004 («Аустрия»)